# Нижняя Соколка
Нижняя Соколка (тат. Түбән Соколка) — деревня в Азнакаевском районе Республики Татарстан России. Входит в состав Бирючевского сельского поселения.

## История
Основана в начале 1920-х годов в Бугульминской волости Бугульминского кантона Татарской АССР. С 10 августа 1930 года — в Бугульминском районе (в 1948 году — в Сокольском сельсовете), с 12 января 1965 года — в Азнакаевском районе. В 2002 году — в Чемодуровском сельсовете.

## География
Деревня расположена в юго-восточной части Татарстана, на речке Бугульминский Зай недалеко от границы с Бугульминским районом, на расстоянии примерно 36 километров по автодорогам к юго-западу от города Азнакаево, административного центра района, и в 3 км по автодорогам к востоку от центра поселения, села Бирючевка.
Абсолютная высота — 160 метров над уровнем моря.

### Часовой пояс
Деревня Нижняя Соколка, как и весь Татарстан, находится в часовой зоне МСК (московское время). Смещение применяемого времени относительно UTC составляет +3:00.

## Население
По переписи 2010 года в деревне проживало 7 человек (4 мужчины, 3 женщины).
| 1926 | 1938 | 1958 | 1970 | 1979 | 1989 | 2002 | 2010 |
| ---- | ---- | ---- | ---- | ---- | ---- | ---- | ---- |
| 107  | 216  | 128  | 99   | 48   | 12   | 6    | 7    |

Национальный состав
Согласно результатам переписи 2002 года, в национальной структуре населения татары составляли 50 %, русские — 33 %. В 1948 и 1989 годах преобладали русские.

## Инфраструктура и улицы
В деревне единственная улица — Речная. Инфраструктура отсутствует.